# 韋利斯托湖
55°40′16″N 32°11′21″E / 55.67111°N 32.18917°E
韋利斯托湖（俄语：Велисто），是俄羅斯的湖泊，位於該國西部斯摩棱斯克州，由杜霍夫辛斯基區負責管轄，長3.8公里、寬1.2公里，面積3平方公里，海拔高度183.5米，集水區面積71平方公里，平均水深2.8米，最大水深6.5米。